# 日比谷孟俊
日比谷 孟俊（ひびや たけとし、1945年 -　）は、日本の物理学者。慶應義塾大学システムデザイン・マネジメント研究科顧問、講師。

## 略歴
- 1969年 - 慶應義塾大学工学部応用化学科卒業
- 1971年 - 慶應義塾大学大学院工学研究科修士課程応用化学専攻修了、1978年「バブル磁区素子用液相エピタキシャルガーネット単結晶薄膜の研究」で工学博士。
- 1971年 - 日本電気基礎研究所に入り、2002年まで所属（1994年から主席研究員を7年間務める）
- 2002年 - 東京都立科学技術大学工学部航空宇宙システム工学科教授となる
- 2008年 - 慶應義塾大学大学院システムデザイン・マネジメント研究科教授となる
- 2011年 - 慶應義塾大学大学院システムデザイン・マネジメント研究科教授を退職
- 2016年、「吉原と江戸文化に関する研究 :妓楼和泉屋平左衛門を例として」で実践女子大学・文学博士。

## 受賞歴
- 科学技術庁長官賞（1988年、日本）
- 日本結晶成長学会論文賞（1989年、日本）
- 日本熱物性学会論文賞 （1995年、日本）
- 日本熱物性学会論文賞 （2008年、日本）

## 著書
- 『江戸吉原の経営学』笠間書院, 2018.2

### 共著
- 『磁気光学の最前線 磁石にあたると光は変わる!』坪井泰住共著. 講談社ブルーバックス, 1989.7
- 『マイクログラビティ』 (アドバンストエレクトロニクスシリーズ エレクトロニクス材料・物性・デバイス) 石川正道共編. 培風館, 1994.6